# Boskovich
Boskovich est une série de bande dessinée créée en 1983 par Antonio Cossu et Jamsin dans le no 2376 du journal Spirou.

## Univers

### Synopsis
Dans un futur assez sombre, après une guerre terrible, le Molosse Museum, sorte de grand musée central, collecte toute la culture survivante. Chargés de la section des inclassables, Roger-Joseph Boskovich et sa collègue Marie-Martine héritent parfois d'objets improbables, inquiétants, et surtout sources de bien des ennuis.
La Porte du Grand Mhoï
Boskovich et Marie-Martine reçoivent un cube blanc sans explication. En l'ouvrant, ils trouvent un petit bonhomme à la tête de chien, habillé de façon extravagante, et qui lévite. L'être affirme devoir rejoindre son peuple. En le suivant, les héros sont plongés dans un univers fantasmagorique, où les rêves se mélangent à la réalité. Marie-Martine se retrouve possédée par un monstre.
La Vengeance du tambour
Boskovich, rappelons-le, habite un pays en reconstruction. Une poignée de vieux héros de guerre, encensés, sacralisés, servent de symbole d'unité et entretiennent la flamme du nationalisme.
Lorsque quelqu'un commence à faire circuler des petits soldats — des tambours — le passé resurgit. L'unité des vétérans était en effet accompagnée d'un jeune garçon, leur tambour/radio-opérateur, dont la mort a eu de graves conséquences. Qui l'a tué? Et qui veut ainsi réveiller les blessures?

## Publication

### Albums
- La Porte du Grand Mhoï, no 2376 et du no 2535 au no 2536, Spirou (1983)
- La Vengeance du tambour, no 2585 au no 2592 du journal Spirou (1987)